# Symphonie concertante
La symphonie concertante, ou en italien Sinfonia Concertante, est une forme musicale née à l’époque classique au croisement de la symphonie et du concerto :
- c'est une forme concertante car elle est écrite pour un ou plusieurs solistes et un orchestre. Elle se distingue du Concerto grosso par l'écriture indépendante de chaque instrument soliste ;
- c'est une forme symphonique car les parties du ou des solistes ne sont pas en opposition ou en conflit avec l'orchestre, de sorte que l’œuvre « sonne » comme une symphonie avec des passages solo.

Elle comprend généralement de 2 à 4 mouvements. 
Le ton de la symphonie concertante est essentiellement gai. Sur les 570 œuvres recensées par l'américain Barry S. Brook, écrites par 210 compositeurs (dont 70 français), il n'en existe que deux ou trois en mode mineur. La période de la symphonie concertante de type classique (prise en compte) s'étend de 1765 environ aux soixante années suivantes.

## Histoire

### Période classique
Jusqu'à la période baroque, la différence entre un « concerto » et une « symphonie » ou « sinfonia » n’était pas nette ; une sinfonia pouvait être l’ouverture d’une œuvre scénique, et Vivaldi a composé des concertos sans solistes et semblables à des symphonies. La forme la plus proche d’une symphonie concertante était alors le concerto grosso.
Cependant le spécialiste du genre, Barry S. Brook précise : « La symphonie concertante ne ressemble pas plus au concerto grosso que le concerto classique pour soliste ne ressemble à son prédécesseur baroque. »
La période classique vit, outre la disparition du concerto grosso, la formation définitive de la symphonie et du concerto. Dans les dernières décennies du XVIIIe siècle, des compositeurs constituèrent avec la sinfonia concertante un genre intermédiaire, comme ceux de l’école de Mannheim. Johann Christian Bach (le « Bach de Londres »), publia à Paris des « symphonies concertantes » (sous ce nom en français) à partir des années 1770. Il en composa au moins 17. Mais Giuseppe Maria Cambini qui en laisse 80 et Carl Stamitz 38, sont les deux compositeurs les plus féconds du genre. Les autres noms principaux de cette période sont le Chevalier de Saint-Georges, Jacques Widerkehr, Jean-Baptiste Davaux et Christian Cannabich.
Wolfgang Amadeus Mozart, influencé par l'école de Mannheim à partir de 1777 et probablement par le travail de Johann Christian Bach, s’attacha à illustrer le genre et est l’auteur de trois « symphonies concertantes », la première étant la plus connue :
- la Symphonie concertante pour violon, alto et orchestre en mi bémol majeur, K. 364 (1779), la seule achevée et authentifiée ;
- la Symphonie concertante pour hautbois, clarinette, cor, basson et orchestre en mi bémol majeur, K. 297b, connue par un arrangement, d’authenticité douteuse ;
- la Symphonie concertante pour violon, alto, violoncelle et orchestre en la majeur, Anh. 104, fragment en un mouvement.

Joseph Haydn, bien qu’auteur de plus de cent symphonies et de concertos pour de nombreux instruments, ne composa qu’une symphonie concertante, la Symphonie concertante pour violon, violoncelle, hautbois, basson et orchestre en si bémol majeur (1792), aujourd'hui classée comme sa Symphonie no 105 (Hob. I:105). Elle tire cependant plus sa forme du concerto grosso, en ce qu’elle oppose un groupe de solistes à un orchestre, que du traitement du genre par Mozart, plus marqué par la symphonie. Son élève Ignace Pleyel a également apporté sa contribution au genre, avec pas moins de six symphonies concertantes composées entre 1786 et 1805.
Parmi les compositeurs français, on notera les symphonies concertantes de François Devienne (Sinfonie concertante no 2, en do majeur, pour hautbois, clarinette, basson (1786); Sinfonie concertante op.25 en si bémol majeur pour 2 clarinettes (1791) ; Sinfonie concertante no 1, en fa majeur, pour cor et basson (1795); Sinfonie concertante, en fa majeur, pour flûte, hautbois, cor et basson (ca. 1797) ; Sinfonie concertante op.76, en sol majeur, pour 2 flûtes (1799-1800) ;  ...).
Ludwig van Beethoven semble avoir évité le genre, bien que son « Triple Concerto », le Concerto pour piano, violon, violoncelle et orchestre en ut majeur, puisse en être rapproché.

### Période romantique
Peu de « symphonies concertantes » furent composées après la période classique. Cependant, certaines œuvres romantiques se trouvent au croisement des formes symphonique et concertante, dans des dimensions évidemment plus larges que les œuvres classiques :
- Harold en Italie (1834), une symphonie pour alto et orchestre d’Hector Berlioz ;
- la Symphonie espagnole (1874) d'Édouard Lalo, avec un violon ;
- la Danse macabre, op. 40 (1874), de Camille Saint-Saëns, avec un violon ;
- Les Djinns (1884) de César Franck avec un piano ;
- la Symphonie no 3 avec orgue en ut mineur, op. 78 (1886), de Saint-Saëns ; elle utilise un orgue dont le son est en partie intégré dans celui de l’orchestre, mais qui joue plusieurs fois en solo. De plus, un piano à quatre mains est utilisé dans la deuxième partie du deuxième mouvement ;
- de Max Bruch, la Fantaisie écossaise, op. 46 (1880) avec violon solo, Kol Nidrei, op. 47 (1880–1881), avec violoncelle, et la Serenade pour violon et orchestre en la majeur, op. 75, 1899–1900 ;
- la Symphonie sur un chant montagnard français, dite aussi « Cévenole », op. 25 (1886), de Vincent d'Indy, avec un piano ;
- Shéhérazade (1888) de Nikolaï Rimski-Korsakov, avec violon ;
- Don Quichotte (1897) de Richard Strauss, avec alto et violoncelle.

On notera également une Symphonie concertante composée par Henri Kling pour quintette à vent (flûte traversière, hautbois, clarinette, et basson) et orchestre.

### XXesiècle
Au XXe siècle, certains compositeurs se réapproprièrent le genre, par exemple :
- Joseph Jongen et sa Symphonie concertante pour orgue et orchestre, op. 81 (1926) ;
- Karol Szymanowski et sa Symphonie concertante pour piano et orchestre, op. 60 (1932) ;
- Frank Martin et sa Petite Symphonie concertante pour harpe, clavecin, piano et deux orchestres à cordes, op. 54 (1944–1945) ;
- Sergueï Prokofiev et sa Symphonie-Concerto pour violoncelle et orchestre en mi mineur, op. 125 (1950–1952) ;
- Peter Maxwell Davies et sa Symphonie concertante pour quintette à vent, timbales et orchestre à cordes (1982).

Peter Schickele, sous son pseudonyme de P. D. Q. Bach, composa également une Symphonie concertante de nature satirique.

## Genres proches
- La symphonie et le concerto.
- Le concerto pour orchestre, dans lequel le ou les solistes changent tout au long de l’œuvre.

### Traités d'orchestration
- (fr) Hector Berlioz et Joël-Marie Fauquet, De l'instrumentation, Paris, Le Castor astral, coll. « Les inattendus », 1994, 169 p. (ISBN 2-85920-227-7)
- (fr) Hector Berlioz, Traité d'instrumentation et d'orchestration, Paris, Henry Lemoine, 1843, réed.1993, 312 p. (ISMN 979-0-2309-4518-9).
- (fr) François-Auguste Gevaert, Nouveau traité d'instrumentation, Paris-Bruxelles, Lemoine & Fils, 1885, 340 p.  (Texte disponible sur www.imslp.org)
- (fr) Charles Koechlin, Traité de l'orchestration, vol. 1, Paris, Éditions Max Eschig, 1954, 322 p.
- (en) Paul Mathews, Orchestration : an anthology of writings, New York, Routledge, 2006, 230 p. (ISBN 0-415-97683-9)
- (en) (ru) Nikolaï Rimski-Korsakov et Maximilian Steinberg (trad. Edward Agate), Principles of Orchestration (Основы оркестровки), vol. 1, Berlin, Editions Russes de Musique,‎ 1913, trad.1922, 152 p.
- (fr) Charles-Marie Widor, Technique de l'orchestre moderne, Paris, Henry Lemoine, 1925, 200 p.